# مافیا (فیلم ۱۹۹۳)
«مافیا» (انگلیسی: Mafia (1993 film)) یک انیمیشن در سبک اکشن است که در سال ۱۹۹۳ منتشر شد.